# マーズライト

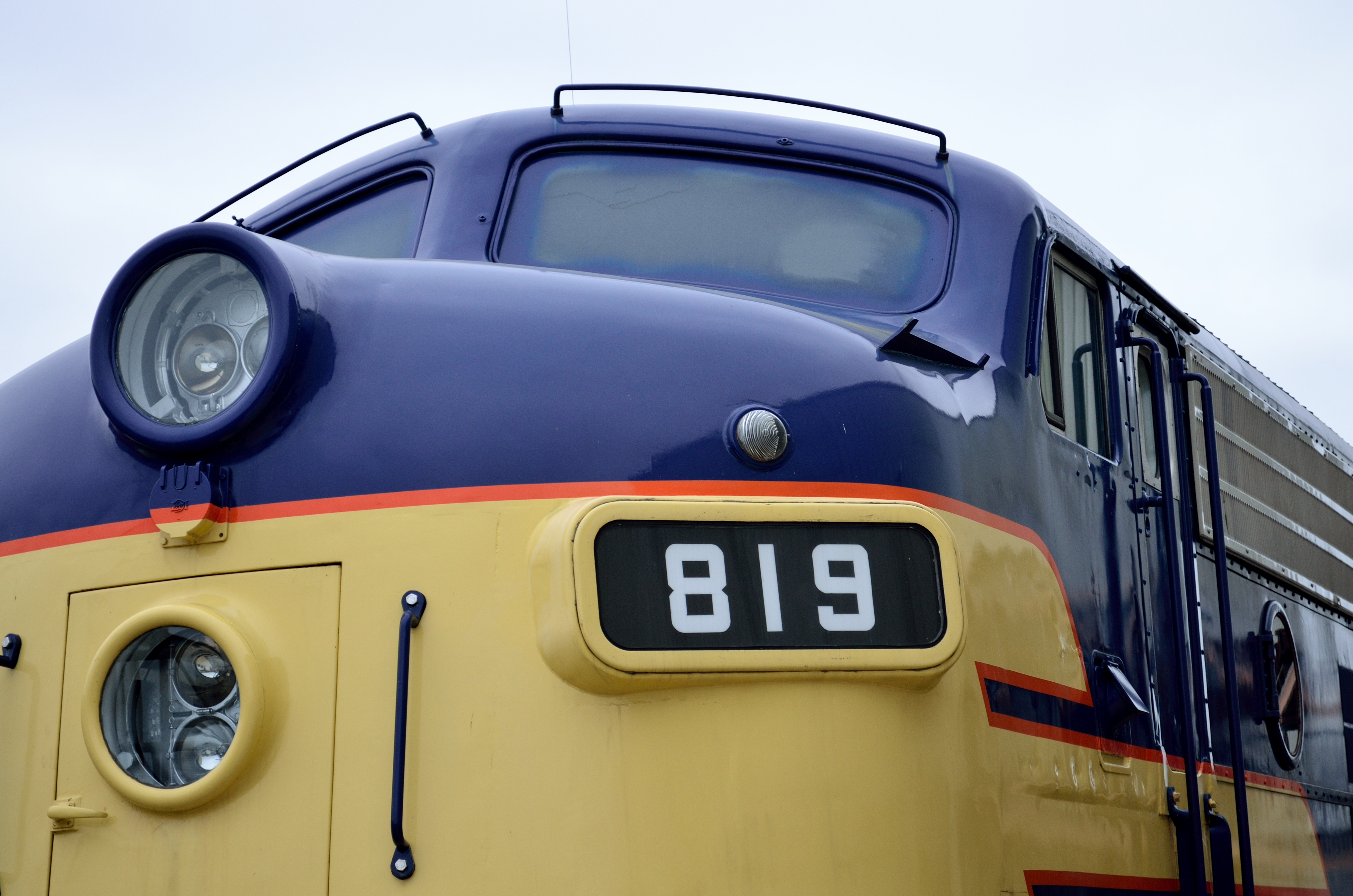
EMD F7形ディーゼル機関車の前部。ボンネットフード中央上にあるのが前照灯ハウジング、その下のランプハウジングに縦に並んだ2つのライトがマーズライトである。

マーズライト（英語: Mars Light）は、アメリカ合衆国の鉄道や、消防車のためにマーズシグナルライト社が制作した安全信号灯群のことをいう。赤色とは限らない。
会社名が形式の総称として残っており、おもに8の字の特徴的な扇形の往復回転運動形式を言う。
バリエーションが多々有り、往復する間に何度かの俯仰角上下動を組み合わせた8の字型に光線をゆらす形式が有名。
しかし近年では左右1組装着されたライトで交互の点滅するディッチライト（ 英語: Ditch Lights）もマーズライトと混同し呼ぶ事も増えている。安全信号灯ファンの中でも一ジャンルとして残っている。
実際の動きはサザンパシフィック鉄道GS-4形蒸気機関車等で見る事ができる。